# Eleuthera

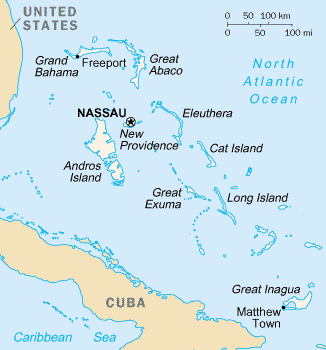
Mapa de las Bahamas.

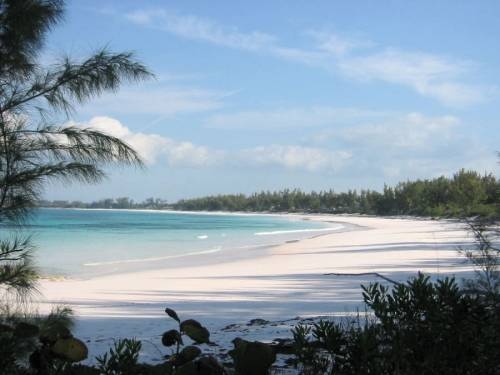
Governors Harbour - Eleuthera, Bahamas.

Eleuthera es una de las islas de las Bahamas, posee 518 kilómetros cuadrados y se localiza en el nordeste del archipiélago a 80 kilómetros de Nasáu, tiene una forma alargada y estrecha, y cuenta con cerca de 8000 habitantes de acuerdo al censo realizado en el año 2000.
El nombre "Eleuthera" se deriva de la palabra Griega en su forma femenina ελεύθερος (eleutheros), que significa "Libre".
Los habitantes originales de la isla, los taínos y los arahuacos, fueron deportados por los colonizadores españoles para trabajar en las minas de la isla La Española donde murieron alrededor del año 1550. Se cree que la isla estuvo deshabitada y la colonización europea no se produjo hasta el año 1648 cuando llegaron los primeros peregrinos puritanos desde Bermudas, quienes fueron los que le dieron su actual nombre. Algunos creen, además, que el navegante Cristóbal Colón llegó primero a esta isla antes que a cualquier otra de las Indias Occidentales.
La isla tuvo gran prosperidad entre los años 1950 y 1980 por las inversiones realizadas por ricos industriales estadounidenses. Actualmente la principal actividad económica es el turismo. El transporte se realiza principalmente por aire y mar. La isla cuenta con tres aeropuertos: North Eleuthera Airport, Governor's Harbour Airport y Rock Sound Airport.